# Styrd borrning
Denna schaktfria metod kallades inledningsvis för "bananborrning" eftersom den gjorde det möjligt att borra krokigt. Vanliga användningsområden för styrd borrning är ledningsbyggnad under vägar, järnvägar och vattendrag, men metoden används även när ledningar ska passera under byggnader, fornlämningar, känsliga träd eller genom berg.
Först borras ett pilothål längs den planerade ledningslinjen. Sedan byts borrhuvudet ut mot en roterande rymmare som förstorar borrhålet när den dras tillbaka. Vid grova ledningsdimensioner kan förstoringen av borrhålet ske i flera steg. När rymmaren dras tillbaka drar den med sig ledningen eller skyddsröret.
Som smörjmedel under pilotborrning och upprymning används borrvätska - en blandning av bentonitlera och vatten. Borrvätskan transporterar även bort lossborrat material. När borrvätskan blandats med lossborrat material kallas den för "mud".

## Navigering
Den som kör borrutrustningen måste i varje ögonblick veta exakt var borrhuvudet befinner sig, och hur det rör sig. Därför mäts borrhuvudets läge och rörelse av en sensor/sändare som är monterad bakom borrhuvudet.
Signalerna från sensorn sänds antingen via en ledning inuti borröret eller genom marken till en mottagare ovanför borrhuvudet. Vilken metod som är lämpligast avgörs av förhållandena på arbetsplatsen, t.ex. ledningsdjup eller förekomsten av elektriska fält som stör kommunikationen.

## System med enkelt borrör
Den vanligaste styrmetoden vid borrning i normala jordmaterial är en vinklad styrsked längst fram på borröret. När styrskeden roterar med borröret blir borrlinjen rak, medan en stillastående styrsked får borrlinjen att avvika åt det håll styrskeden är vinklad.
Vid hårdare jordmaterial kan en mudmotor användas. Den är försedd med en rullborrkrona och drivs av borrvätskan. Bakom mudmotorn finns en vinklad övergång som gör att borrkronan kan styras i önskad riktning på samma sätt som med en styrsked.

### Tekniska data, enkelrör med styrsked
| Max ledningsdiameter | 1200 mm                         |
| Max längd            | 2000 meter                      |
| Rörmaterial          | Plast, stål (beroende på media) |
| Utrymmesbehov        | Små start/mottagarschakt        |
| Begränsningar        | Större stenar, berg             |

### Tekniska data, enkelrör med mudmotor och rullborrkrona
| Pilothål      | 165-300 mm                                      |
| Max längd     | Över 1000 meter med större maskiner             |
| Rörmaterial   | Plast, stål (beroende på media)                 |
| Utrymmesbehov | Små start/mottagarschakt                        |
| Begränsningar | Extremt hårt berg, löst berg så hålet kollapsar |

## System med dubbla borrör
AT- eller SBR-borrning är en utveckling av den styrda borrningen. Metoden innebär att det yttre röret styr borrhuvudet och det inre driver en rullborrkrona. Denna metod klarar hårdare mark än traditionell styrd borrning. Att borra i stenblock eller solitt berg är möjligt, men tar lång tid och sliter på utrustningen, vilket är kostsamt.
Genom att kombinera rullborrkronan med en hammare - luft- eller vattendriven - blir det möjligt att borra krokiga hål i berg med högre borrhastighet.   

### Tekniska data, dubbelrör med rullborrkrona
| Max ledningsdiameter | 700 mm                       |
| Max längd            | 600 meter                    |
| Rörmaterial          | Plast, stål                  |
| Utrymmesbehov        | Små start/mottagarschakt     |
| Begränsningar        | Löst berg så hålet kollapsar |

### Tekniska data, dubbelrör med luft/vattenhammare
| Pilothål      | 165-300 mm som kan upprymmas |
| Max längd     | 1000 meter                   |
| Rörmaterial   | Plast, stål                  |
| Utrymmesbehov | Små start/mottagarschakt     |
| Begränsningar | Löst berg så hålet kollapsar |

## Storlek - Mini till Mega borriggar
Borriggar för styrd borrning definieras i följande storleksklasser.
Mini styrd borrigg 2 till 5 Ton dragkraft;
Små styrd borrigg 6 till 25 Ton dragkraft;
Stor styrd borrigg 25 till 50 Ton dragkraft;
Maxi styrd borrigg 50 till 150 Ton dragkraft;
Mega styrd borrigg 150 Ton - upp;
Det finns flera tyska och amerikanska tillverkare av styrda borriggar.   

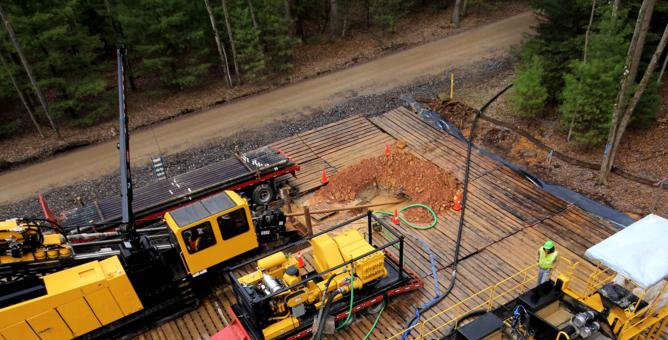
Styrd borrning